# Олца-Фогароле (Пјаченца)
Олца-Фогароле је насеље у Италији у округу Пјаченца, региону Емилија-Ромања.
Према процени из 2011. у насељу је живело 549 становника. Насеље се налази на надморској висини од 38 м.